# Polna (województwo małopolskie)
Polna – wieś w Polsce położona w województwie małopolskim, w powiecie nowosądeckim, w gminie Grybów.
W latach 1975–1998 miejscowość administracyjnie należała do województwa nowosądeckiego.

## Środowisko przyrodnicze
Miejscowość położona na Pogórzu Rożnowskm i Pogórzu Ciężkowickim w dolinie potoku Polnianka. Na południowy wschód od wsi piętrzy się wzniesienie Maślanej Góry (747 m n.p.m), Zielona Góra (690 m n.p.m.) oraz od południowej strony Chełm (780 m. n.p.m.). Okolice Polnej mają urozmaiconą budowę geologiczną, łączą się tutaj dwie płaszczowiny: śląska i magurska. Pod względem wiekowym najstarsze osady w okolicy miejscowości pochodzą z okresu kredowego. Na terenie Polnej znajdują się niewielkie złoża ropy naftowej oraz złoża iłów, glin a także żwiry i piaski. Niedaleko wsi położony jest rezerwat przyrodniczy (droga łącząca Polną z Wyskitną), w którym rosną 300-letnie lipy i dęby. W kompleksie leśnym należącym do mieszkańców wsi Polna, przy jednej z dróg na Maślaną Górę, znajduje się źródełko „św. Jana”.

## Etymologia nazwy
Nazwa miejscowości Polna pochodzi najprawdopodobniej od słowa: polny – związany z uprawnymi polami, terenem położonym na otwartej przestrzeni, bezleśnym. 

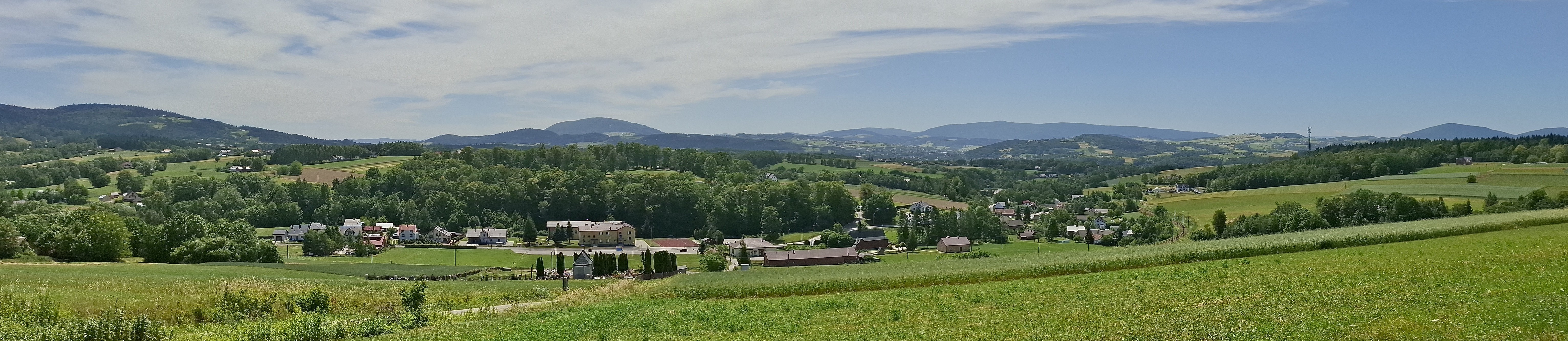
Panorama miejscowości Polna.

## Historia
Polna istniała przed 1375 rokiem. W dokumentach średniowiecznych używano różnych nazw miejscowości (przykłady): 1378 – Polna, 1390 – Polno, 1392 – de Spolni i od 1412 – Polna.
W 1383 roku Polna wzmiankowana jest na prawie niemieckim. Właścicielem wsi był w tym czasie Mroczko, syn Mroczka z Sędziszowic. Po nim dziedziczył wieś jego syn Andrzej. Zmarł on już przed rokiem 1430, gdyż pojawia się w źródłach wdowa po nim Beata. Majątek jego odziedziczyli synowie Jan, Mikołaj i Jakub, którzy w 1435 roku sprzedali Polną za 540 grzywien Pawłowi, dziedzicowi Bobowej. Tenże Paweł dokonał w 1437 roku rozgraniczenia Polnej i Szalowej z dziedzicem tej ostatniej wsi – Adamem.

W następnych latach wieś często zmieniała właścicieli. Część jej odziedziczyli synowie Pawła z Bobowej: Jan i Stanisław. Pewne udziały przypadły Zawiszy Czamblowskiemu z Lipinek oraz Stanisławowi Staszkowskiemu, który według Jana Długosza występuje jako jedyny dziedzic Polnej. Spadkobierczyni Jana z Bobowej Danuta Zakrzewska sprzedała jego część Eliazarowi z Bruśnika, który z kolei odsprzedał ją w 1486 roku Janowi Gładyszowi z Szymbarku. Gładysz odkupił też pozostałą część Polnej w 1489 roku od Jakuba Staszkowskiego, syna Stanisława za 400 grzywien. W 1490 roku miał miejsce krótkotrwały zastaw Polnej Stanisławowi z Szalowej. W końcu XV wieku znajdował się we wsi folwark rycerski, z którego dziesięcinę płacono miejscowemu plebanowi. Dziesięcina pieniężna z łanów kmiecych uiszczana była na rzecz biskupstwa krakowskiego.

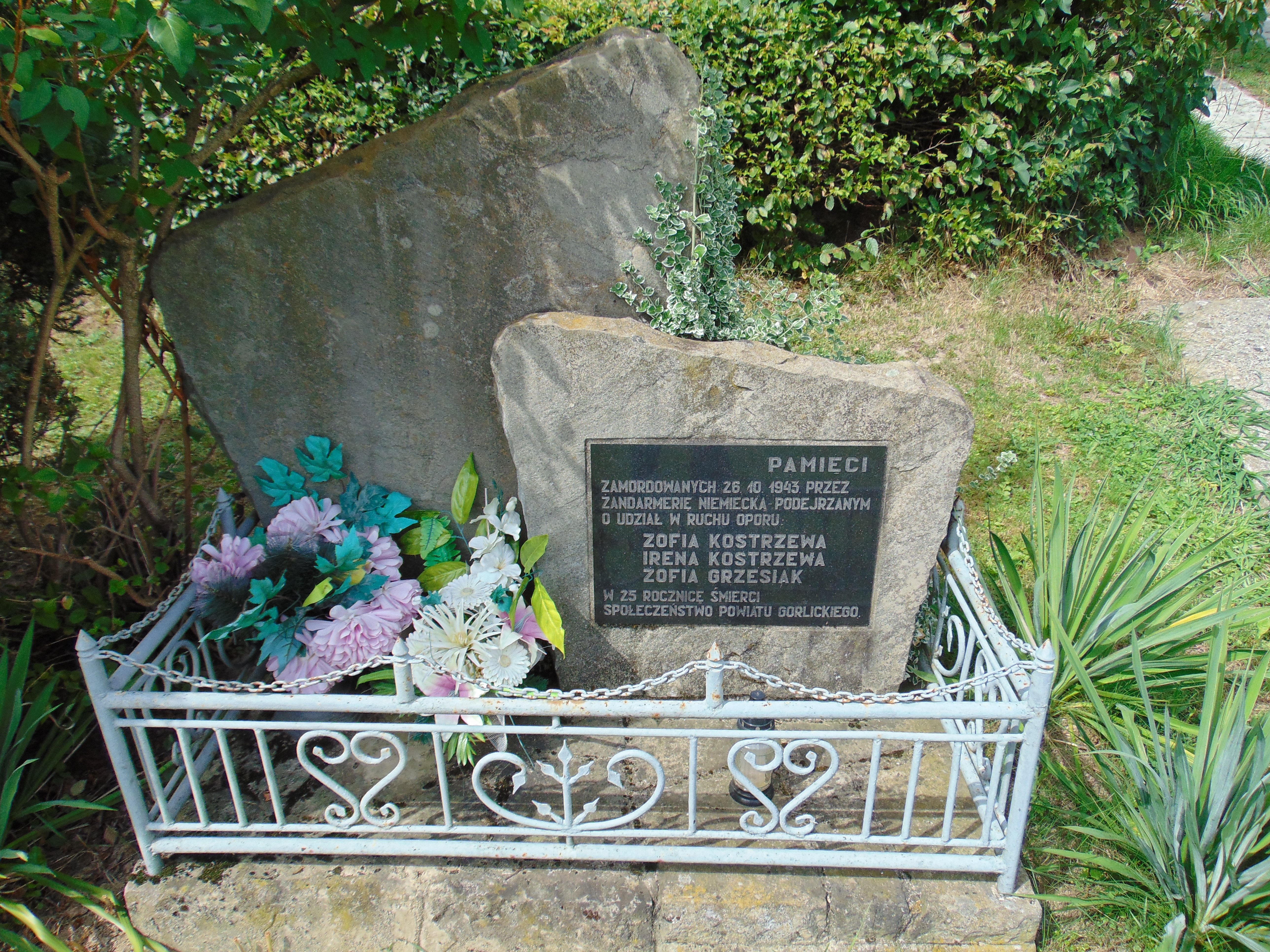
Pomnik w Polnej ku pamięci zamordowanych 26 października 1943 r. 3 osób podejrzewanych o działalność konspiracyjną.

W pierwszej połowie XVI wieku Polna pozostawała własnością Gładyszów. Opiekunem małoletnich dzieci Jana Gładysza był w 1504 roku jego bratanek Jakub z Kowalowych. Po osiągnięciu wieku dorosłego dziedzictwo Polnej przejął syn Jana, Erazm. Następnie właścicielem wsi był Stanisław Staszkowski a po nim Szymon Gładysz. W roku 1629 Polną odziedziczył Jan Gawroński, następnie Więckowski i Andrzej Żebracki. W roku 1887 Polną włada hr Eustachy Stadnicki. Następnie właścicielami wsi są od roku 1890 Alfred i Rozalia Wysoccy. Na początku XIX wieku Polna należy do Drohojewskich (później mieli Czorsztyn). Rok 1932 – Polna należy do rodziny Walągów.
W XIX w. na terenie wsi znajdowała się kopalnia nafty zajmująca hektar przestrzeni, była eksploatowana przez dwa towarzystwa.
W czasie okupacji hitlerowskiej w Polnej znajdował się znaczący ośrodek konspiracyjny Armii Krajowej.
26 października 1943 Gestapo wraz z żandarmerią i policją niemiecką poszukiwało we wsi partyzantów. Akcja nie dała rezultatów, pomimo to Niemcy spalili zabudowania Kostrzewów i zamordowali 3 osoby.

### Parafia
Jako siedziba parafii Polna była ośrodkiem skupiającym wokół siebie sąsiednie mniejsze miejscowości. Przy kościele znajdowała się w XVI wieku szkoła i szpital. Parafia posiadała własne role i łąki, tzw. plebańskie. Dziesięcinę snopową pobierała w 1529 roku nadal z folwarku rycerskiego, a prócz tego tzw. meszne i mensalia ze wsi Wyskitnej. W 1536 roku naliczono w Polnej 5,5 łana, młyn o jednym kole i karczmę dziedziczną.

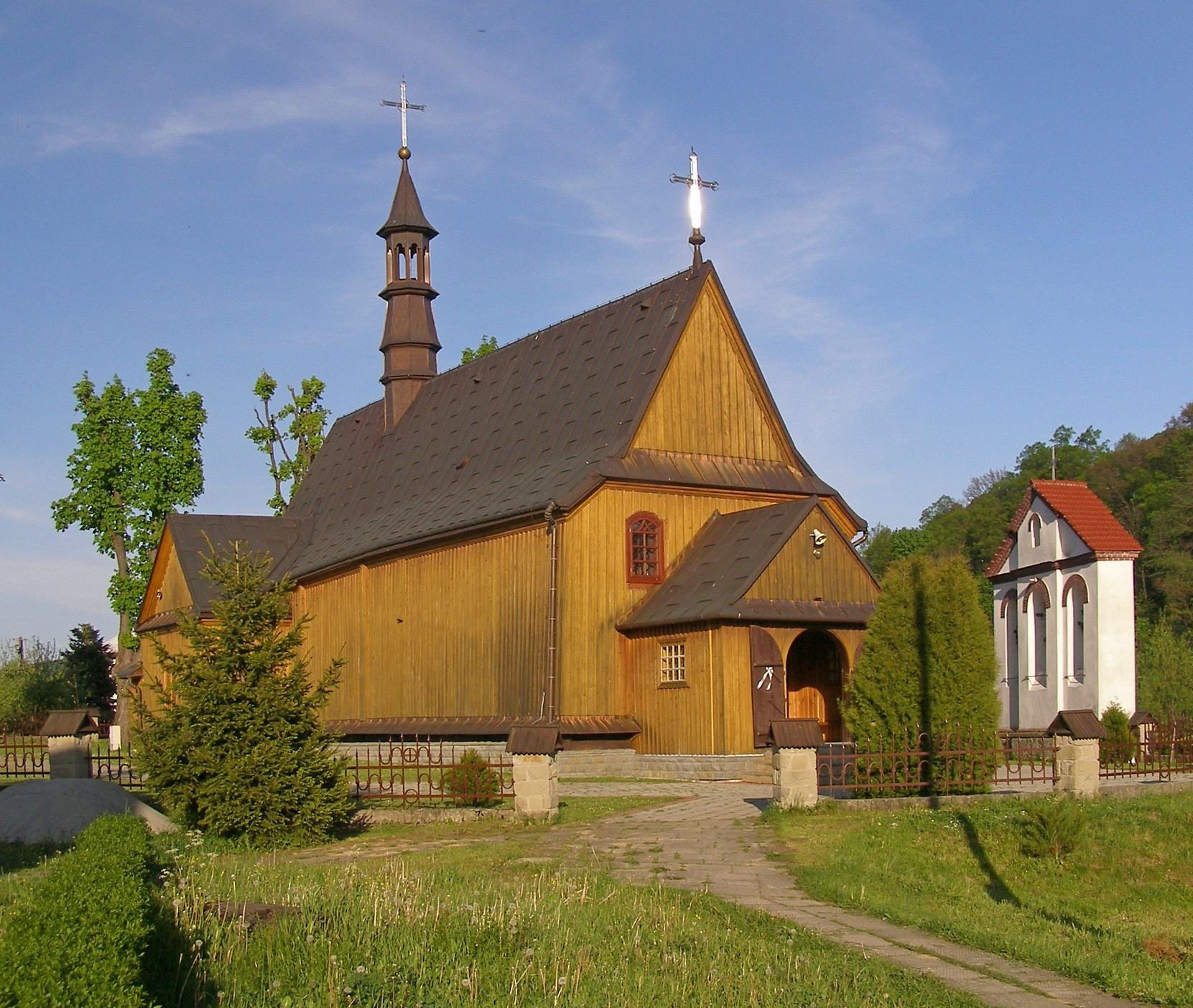
Kościół parafialny - XVI w.
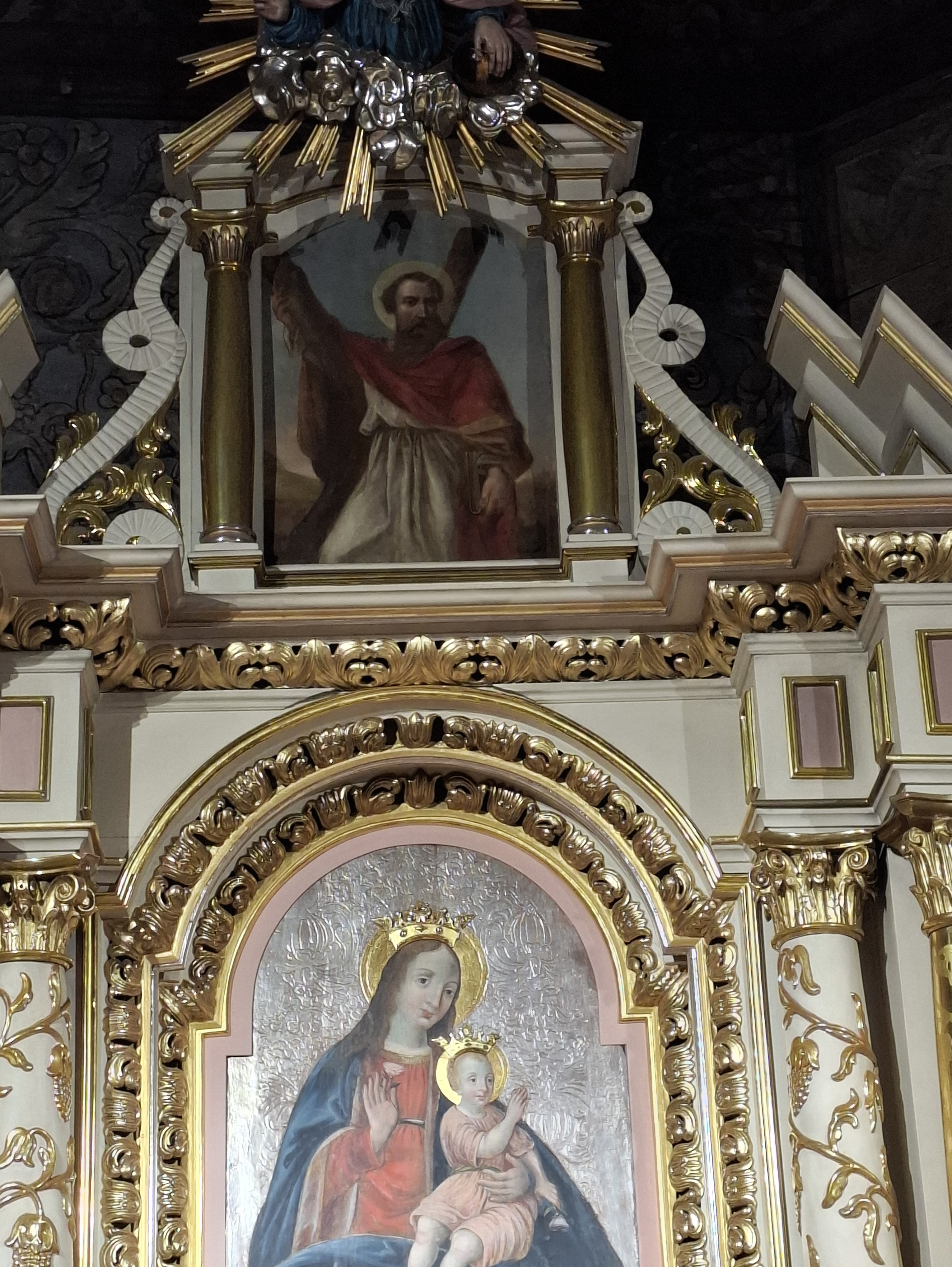
Fragment ołtarza głównego z kościoła.

W Polnej od 1892 roku pracował jako wikariusz bł. ks. Jan Balicki, który w 2002 roku został beatyfikowany przez papieża Jana Pawła II. W bocznym ołtarzu kościoła parafialnego są umieszczone jego relikwie. W każdy 3 (lub 4) piątek miesiąca odbywa się specjalne nabożeństwo do bł. ks. Balickiego (o uzdrowienie i uwolnienie).

## Zabytki
Obiekty wpisane do rejestru zabytków nieruchomych województwa małopolskiego.
- Kościół parafialny św. Andrzeja Apostoła.
Drewniany kościół o cechach późnogotyckich z fundacji Gładyszów, powstał z połowy XVI wieku. Pełni funkcję kościoła parafialnego[18]. Znajduje się na szlaku architektury drewnianej województwa małopolskiego. Na stronie www.korona3d.pl udostępniona jest wirtualna wycieczka po świątyni wraz z opisem i lektorem w 4 wersjach językowych. Link do wycieczki: wirtualna wycieczka
- Park dworski.
Park z pierwszej połowy XIX wieku (wpisany do rejestru zabytków 11 listopada 1985)[19], na jego terenie znajdował się dwór[20].

### Inne zabytki
- Spichlerz plebański z XIX wieku[21];
- kapliczka św. Jana Nepomucena XIX z wieku[22];
- kapliczka murowana XIX w. (przy drodze Polna–Łużna)[23];
- krzyż przydrożny drewniany z około 1800 roku[22];
- plebania murowana – 1910 r.[22][24];
- budynki gospodarcze w zespole plebańskim z lat 1920–1939[22][24].

## Szkolnictwo
Szkoła Podstawowa im. bł. ks. Jana Balickiego w Polnej
W 1892 roku z inicjatywy ówczesnego wikariusza bł. ks. Jana Balickiego, który przyczynił się do zamknięcia karczm żydowskich, w jednej z nich; dokładnie stojącej naprzeciwko kościoła parafialnego urządzono salę lekcyjną. Jego dzieło kontynuowali następcy. Od 24 października 2003 r. szkoła nosi właśnie jego imię. W 2020 r. rozpoczęła się rozbudowa szkoły, która zakończyła się w 2021 r. Uroczyste otwarcie nowej części szkoły odbyło się 21 października 2021 r.

## Ochotnicza straż pożarna
Ochotnicza Straż Pożarna w Polnej powstała w 1910 roku. Ma na wyposażeniu jeden samochód pożarniczy Steyr.

## Komunikacja

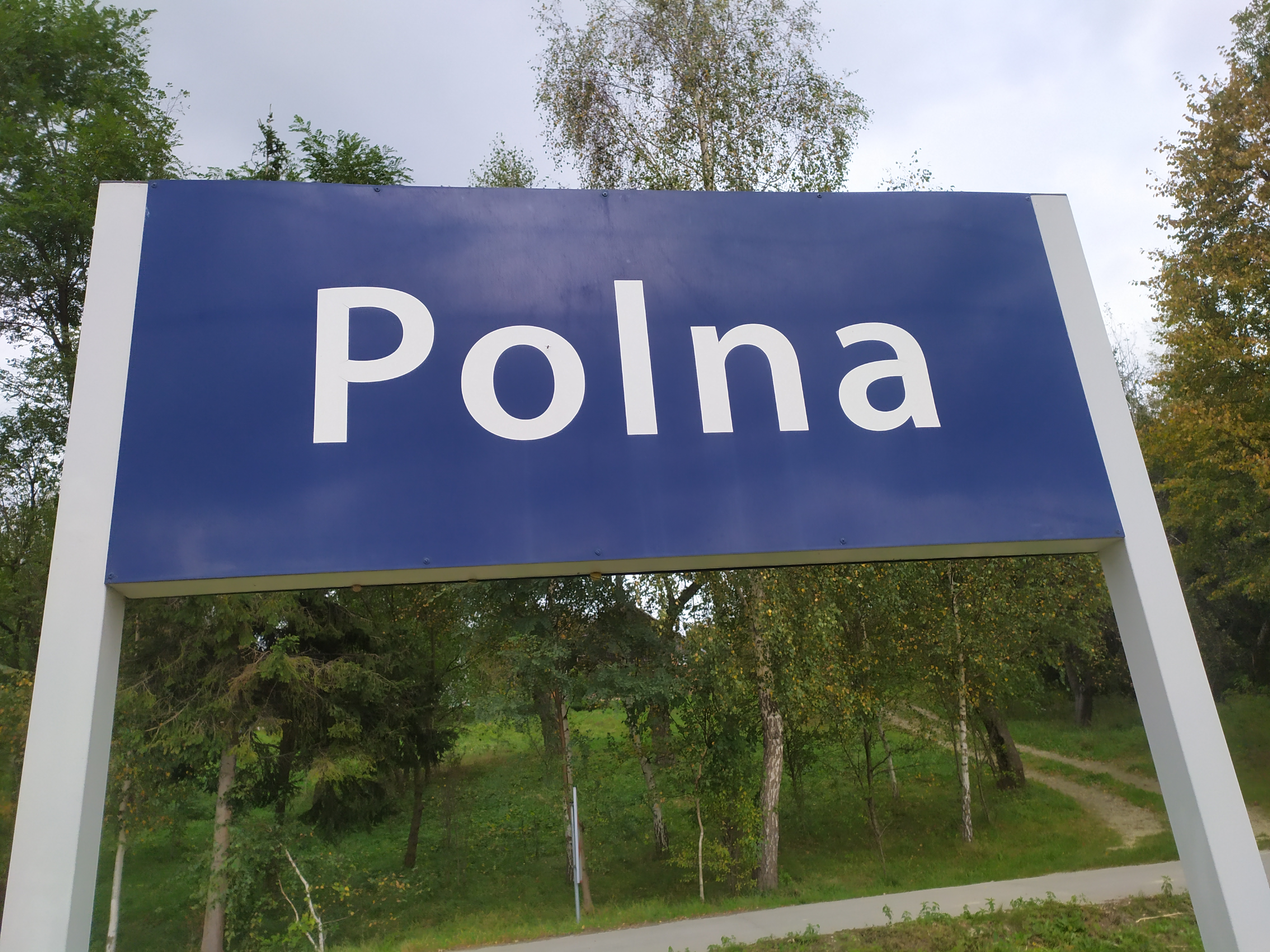
Przystanek PKP Polna

Miejscowość Polna znajduje się na trasie kolejowej Stróże – Biecz – Jasło. Przewoźnicy autobusowi kursują przede wszystkim do Gorlic, Grybowa, Nowego Sącza i okolicznych miejscowości.

## Szlaki turystyczne

### Trasy piesze
- Szalowa – Polna – Stróżna – Bobowa – Brzana – Falkowa – Bukowiec – Bacówka na Jamnej[31];
- Duży Szal: Szalowa – Polna – Wyskitna – Szalowa[32][33];

### Trasy rowerowe
- Szlak lokalny: Stróże – Wyskitna – Polna – Stróże[34];
- Okrężny Szlak Rowerowy Ziemia Grybowska: trasa wokół miejscowości gminy Grybów[34];
- Wielokulturowy Szlak Winny: Przełęcz Wysowska – Blechnarka (turystyczne przejście graniczne ze Słowacją) – Wysowa – Hańczowa – Stawisze – Śnietnica – Brunary – Florynka – Wawrzka – Podchełmie – Grybów – Siołkowa – Stróże – Polna – Szalowa – Wilczyska – Jeżów – Bobowa – Sędziszowa[35];
- Królewski Szlak Rowerowy: Biecz – Strzeszyn – Wilczak – Klęczany – Gorlice – Ropica Polska – Bystra – Bucze – Bieśnik – Szalowa – Biedowa – Bugaj – Wyskitna – Polna – Stróże – Biała Niżna – Grybów – Ptaszkowa – Królowa Górna – Królowa Polska – Kamionka Wielka – Kamionka Mała – Nowy Sącz – Cyganowice – Lipie – Strzembiałki – Przysietnica – Moszczenica Wyżna – Skrudzina – Gołkowice – Gaboń – Łazy Brzyńskie – Obidza[35].

### Trasy kolejowe
- Galicyjska Kolej Transwersalna[36]

## Osoby związane z miejscowością
- Alfred Wysocki – syn Alfreda Wysockiego (h. Odrowąż) właściciela Polnej.
- Kazimierz Żuliński – powstaniec styczniowy, duchowny, rezydent w miejscowej parafii[37].
- Jan Balicki – błogosławiony kościoła katolickiego, duchowny, wikariusz w Polnej[14].
- Marian Czuchnowski – polski poeta. Opis rodzinnej miejscowości (Polna) zawarł w utworze „Na wsi”[38].
- Józef Podobiński – polski kompozytor. Młodość spędził w Polnej; organista w tutejszym kościele.

## Galeria Polnej

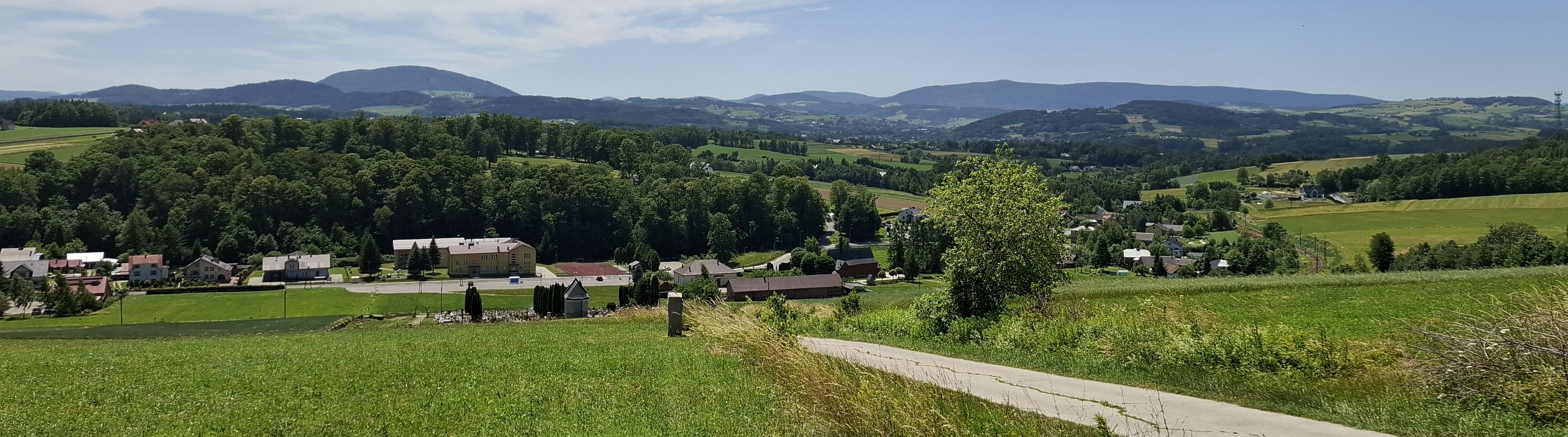
Miejscowość Polna, w tle m.in. Góra Chełm oraz Jaworze.

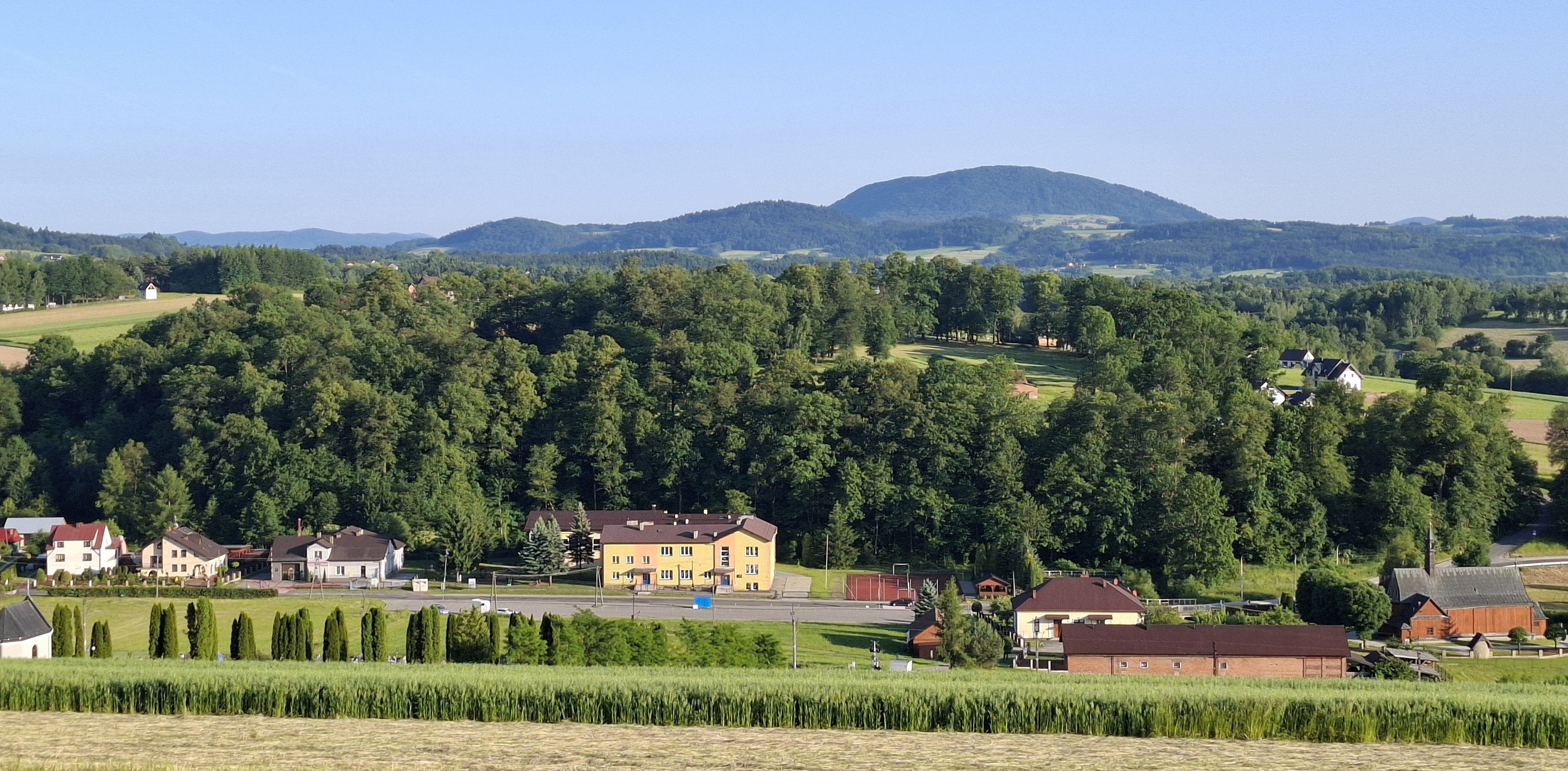
Centrum miejscowości
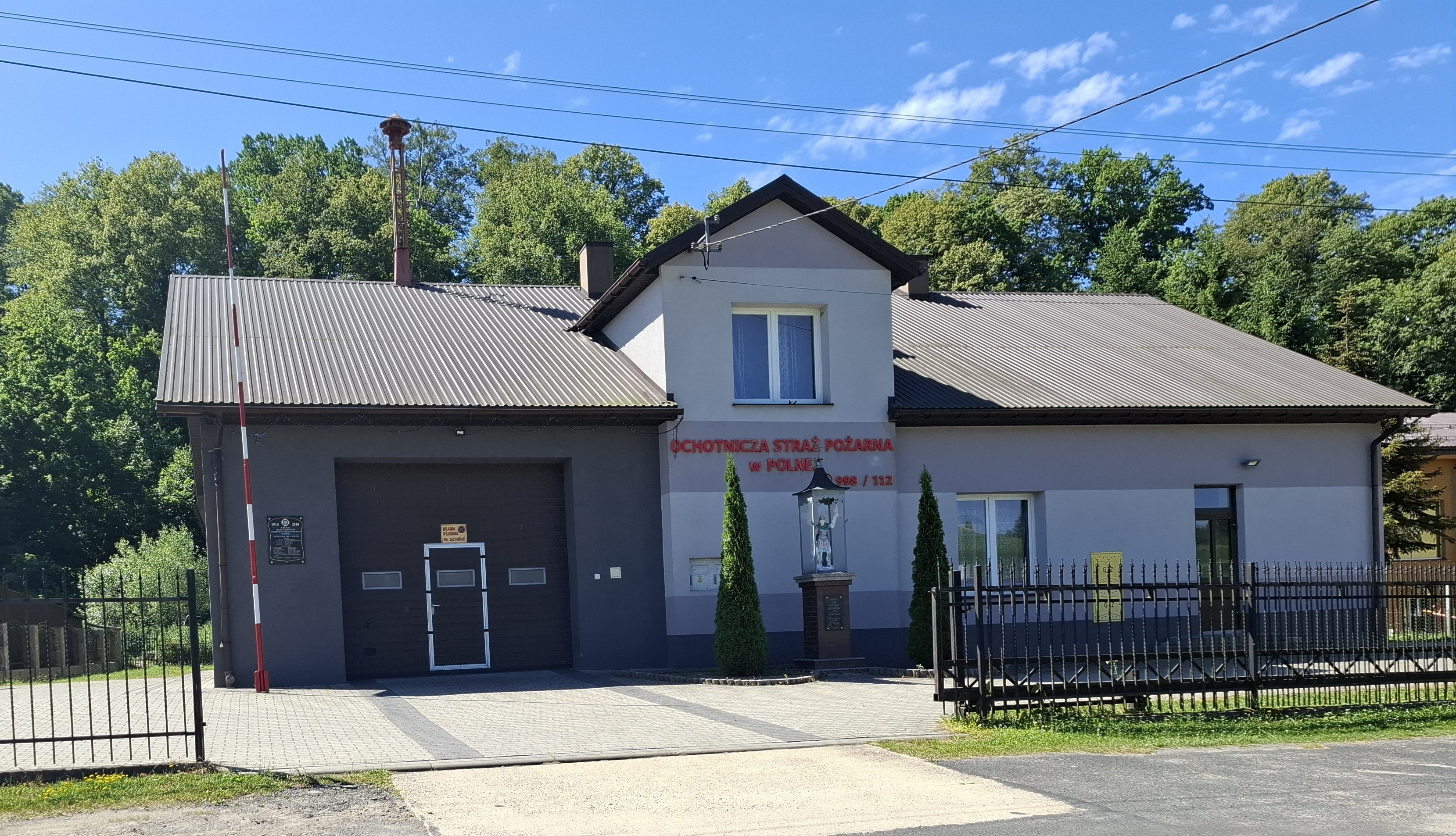
Remiza OSP Polna
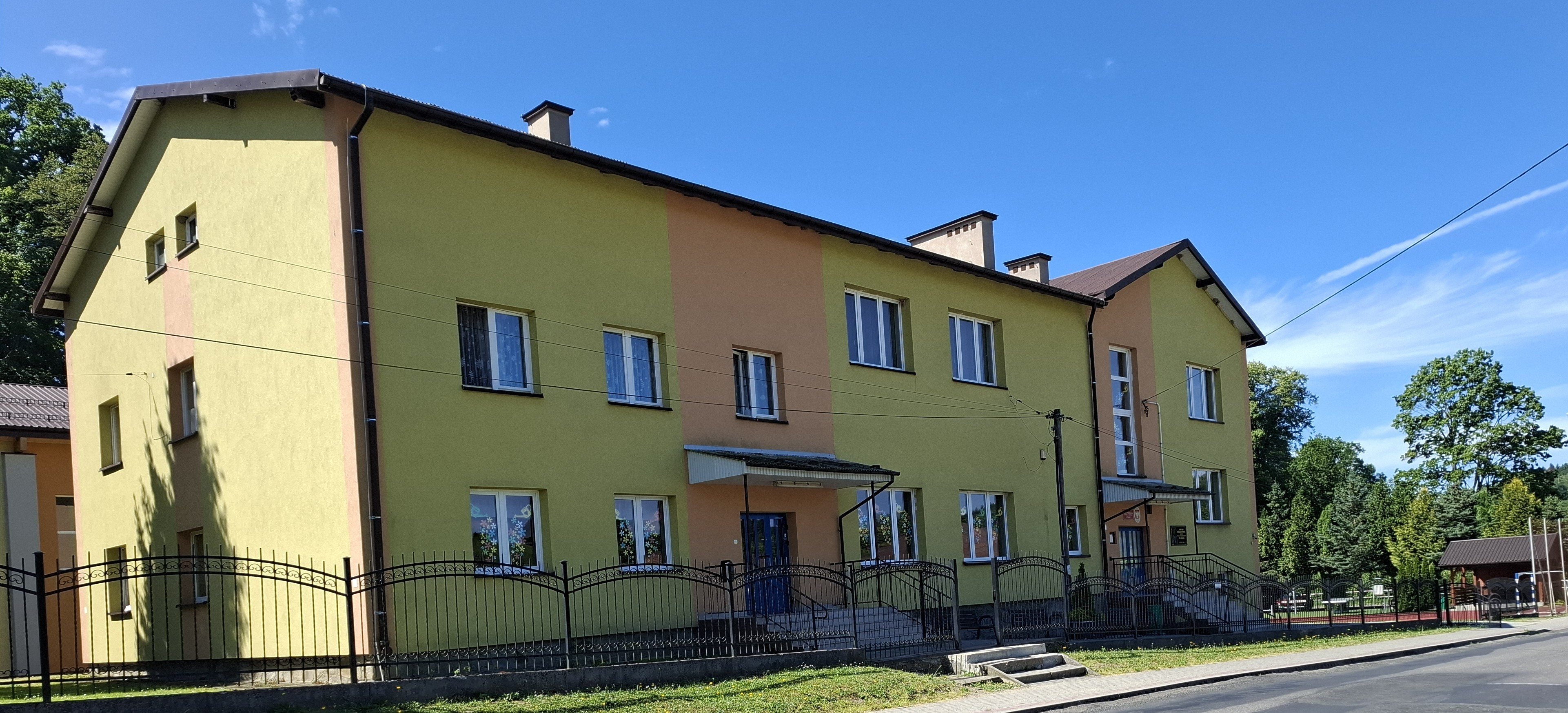
Szkoła
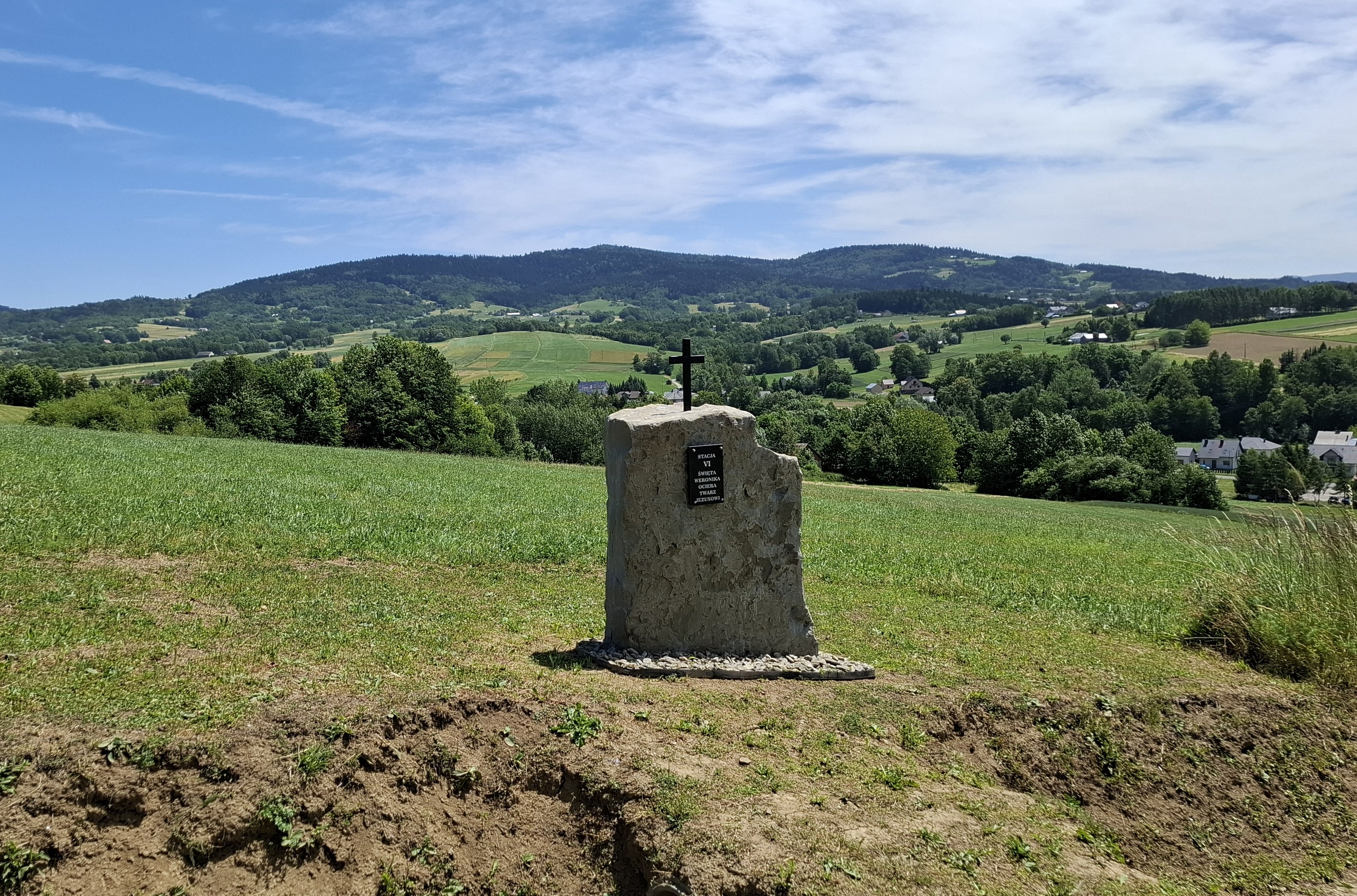
Plenerowa Droga Krzyżowa
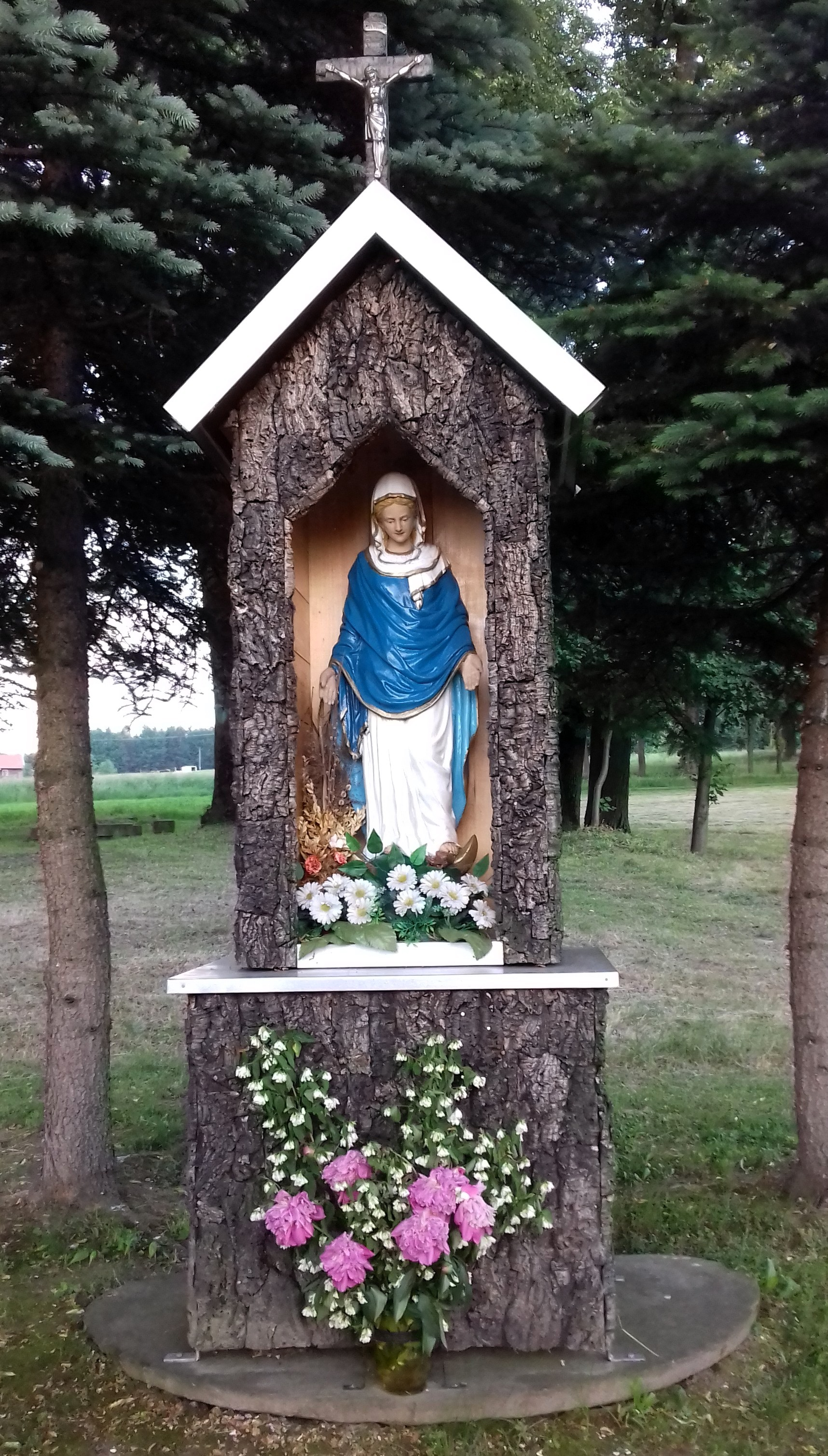
Kapliczka MB na terenie parku
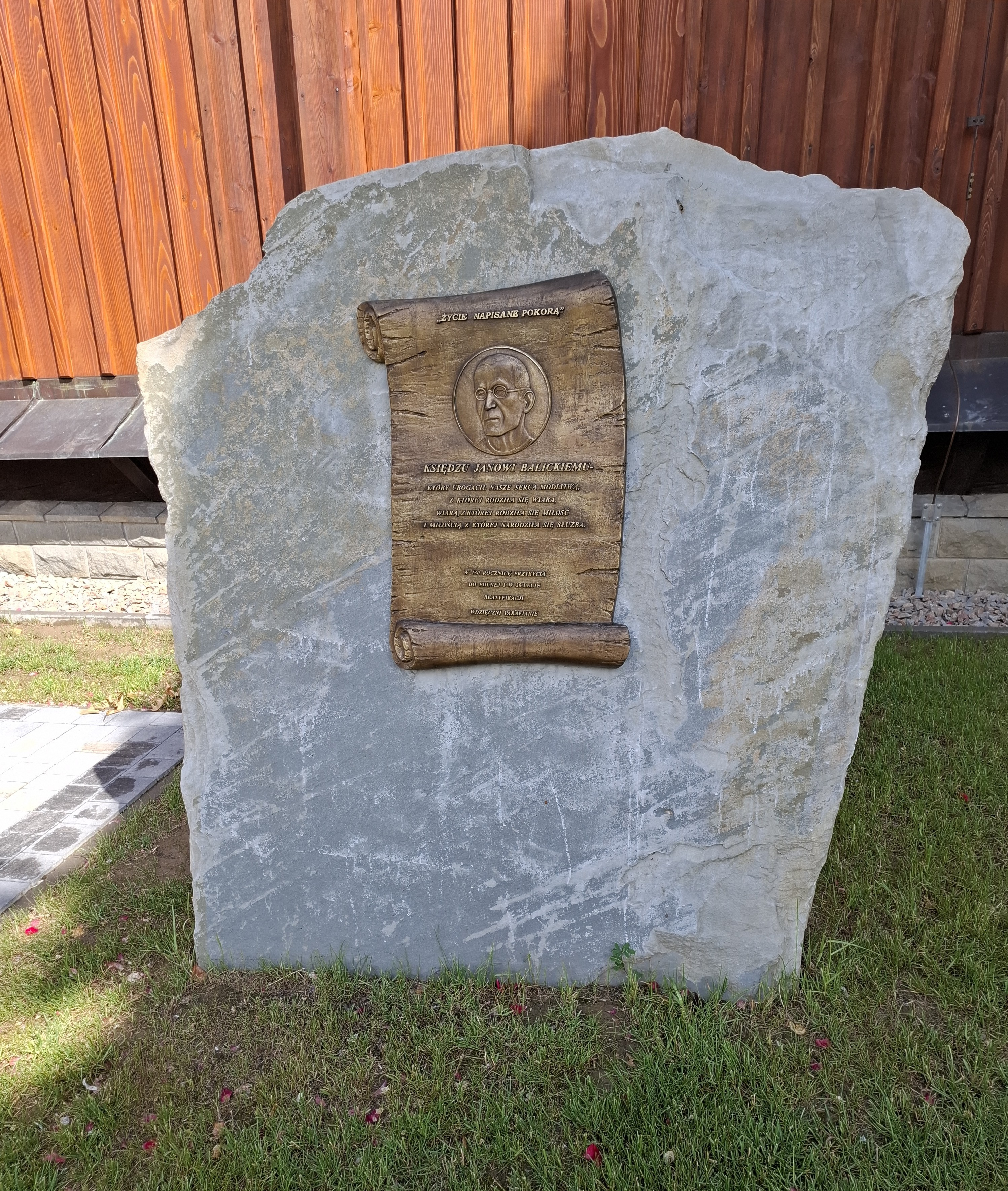
Tablica upamiętniająca bł. Jana Balickiego
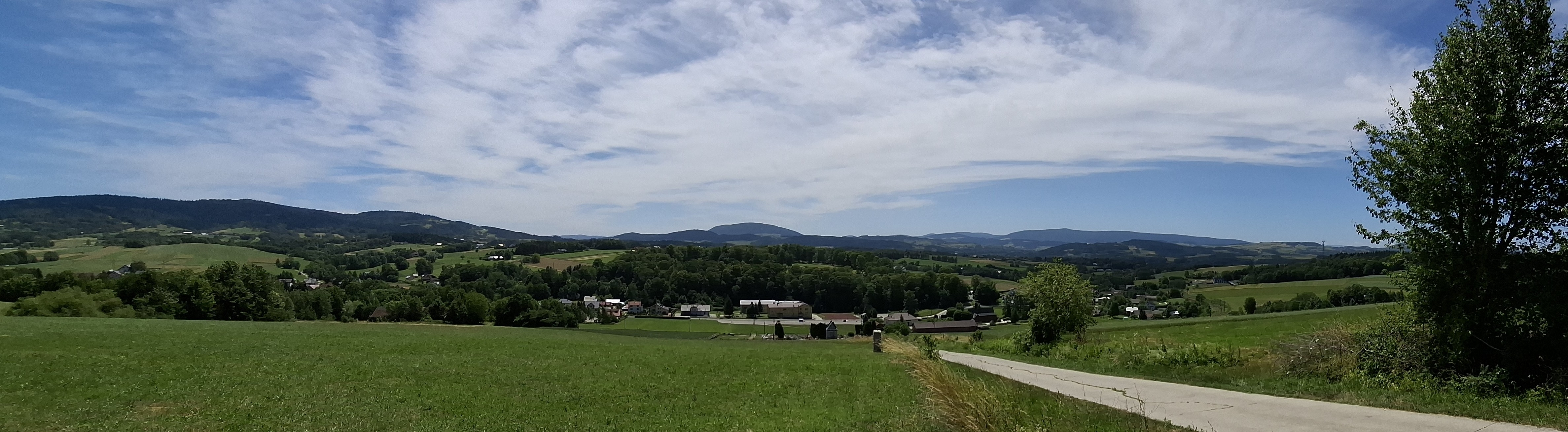
Panorama wsi